# 春日村 (大阪府)
春日村（かすがむら）は、大阪府三島郡にあった村。現在の茨木市の南西部、JR京都線・茨木駅の西側一帯にあたる。

## 地理
- 河川：大正川

## 歴史
村名は10大字中8大字の鎮守が春日神社と郡神社（春日大明神）だったことから春日村と名づけられた。
- 1889年（明治22年）4月1日 - 町村制の施行により、島下郡上穂積村・中穂積村・下穂積村・奈良村・倍賀村・郡村・郡山村・上野村・畑田村・五日市村が合併して島下郡春日村が発足。大字上穂積に村役場を設置。
- 1891年（明治24年） - 大字倍賀に村役場を移転。
- 1896年（明治29年）4月1日 - 所属郡が三島郡に変更。
- 1935年（昭和10年）6月29日 - 集中豪雨により五日市右岸の堤防が決壊。下流の茨木町などが冠水する[1]。
- 1948年（昭和23年）1月1日 - 茨木町・三島村・玉櫛村と合併して茨木市が発足。同日春日村廃止。

## 交通

### 道路
現在は旧村域を名神高速道路が通過するが、当時は未開通。